# Andrée Geulen-Herscovici

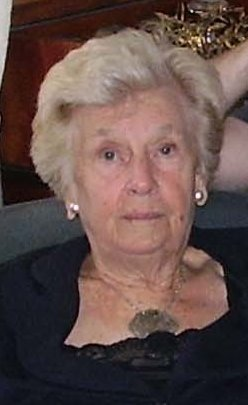
Andrée Geulen-Herscovici, 2010

Andrée Geulen-Herscovici (* 6. September 1921 in Schaerbeek/Schaarbeek; † 31. Mai 2022 in Ixelles/Elsene) war eine belgische Lehrerin, Judenretterin und Gerechte unter den Völkern. Sie half mit, das Leben von fast 3000 jüdischen Kindern und Jugendlichen zu retten. Erst im hohen Alter wurde ihre Leistung gewürdigt.

## Leben
Andrée Geulen wurde 1921 in Schaerbeek/Schaarbeek geboren. Sie entstammte einem nichtjüdischen Elternhaus und galt als rebellische und unangepasste Teenagerin, diskutierte leidenschaftlich über Politik und organisierte Lebensmittelrationen für Spanienkämpfer. Als 20-jährige Lehrerin unterrichtete sie nach der Besetzung Belgiens durch Deutschland an der Gaty-de-Gamond-Schule in Brüssel. Eines Tages merkte sie, dass viele ihrer Schüler mit dem Judenstern zum Unterricht erscheinen mussten. Vorher hatte sie sich nicht viel mit der Problematik der Juden beschäftigt; doch ab diesem Moment fühlte sie sich unmittelbar konfrontiert. Sie überlegte, wie sie helfen konnte, und kam mit Ida Sterno (1902–1964), einer Helferin der geheimen und im Untergrund wirkenden Organisation „Comité de Défence des Juifs“, in Kontakt. Nach einem Überfall der Gestapo auf die Schule im Mai 1943, in der über die Ferien jüdische Kinder und Jugendliche zunächst sicher untergebracht waren, merkte sie, wie brutal die Gestapo auch gegen die Kleinsten vorging. Sie wurde von einem Gestapo-Mitarbeiter gefragt, wieso sie überhaupt jüdische Kinder unterrichte, und antwortete mit dem Satz: „Und wieso führen Sie Krieg gegen jüdische Kinder?“
Die Schulleiterin und deren Mann wurden deportiert und später ermordet; ihr gelang es, in den Untergrund abzutauchen. Unter dem Pseudonym „Claude Fournier“ mietete sie eine Wohnung mit ihrer Mitstreiterin Ida Sterno und konnte von dort ihr Vorhaben verwirklichen. Sie versuchte, Kinder und Jugendliche von ihren Eltern zu trennen und sie bei christlichen Familien oder in Klöstern sicher unterzubringen. Als ihre Mitstreiterin Ida Sterno 1944 ins SS-Sammellager Mecheln kam, machte sie ganz allein weiter. Sie legte eine Liste mit den echten Namen und Adressen an, die sie sicher in bis zu fünf verschiedenen Safes aufbewahrte. Es war ein ständiges Katz-und-Maus-Spiel mit der Gestapo. Die Eltern wussten nicht, wohin die Kinder kamen. Die Kinder erhielten Pseudonyme oder geänderte Namen und die christlichen Familien schwiegen gegenüber der Gestapo, was den Kindern das Leben rettete. In einem Zeitraum von zweieinhalb Jahren sollen 3000 Kinder von ihr gerettet worden sein.
Nach Ende des Zweiten Weltkrieges begann sie zusammen mit überlebenden Eltern und Hilfsorganisationen, die Eltern der Kinder bzw. die entsprechenden Kinder ausfindig zu machen. Die meisten Kinder waren mittlerweile Waisen geworden. Sie heiratete einen jüdischen Holocaustüberlebenden namens Herscovici und wurde Mutter zweier Kinder. Viele überlebende Kinder trafen sich immer wieder mit ihr und sahen sie als ihre zweite Mutter an. Ihr Werk wurde erst ab den 1980ern mit Ehrungen und Auszeichnungen gewürdigt. So wurde ihr 1989 die höchste zivile Auszeichnung für ausländische Staatsangehörige des Staates Israel verliehen, der Titel Gerechte unter den Völkern.
Andrée Geulen starb am 31. Mai 2022 im Alter von 100 Jahren in Ixelles/Elsene.

## Auszeichnungen (Auswahl)
- 1989: Gerechte unter den Völkern
- 2007: Ehrenbürgerin des Staates Israel
- 2022: Bundesverdienstkreuz 1. Klasse
- 2022: Ehrenbürgerin von Ixelles[3]